# 滝里ダム

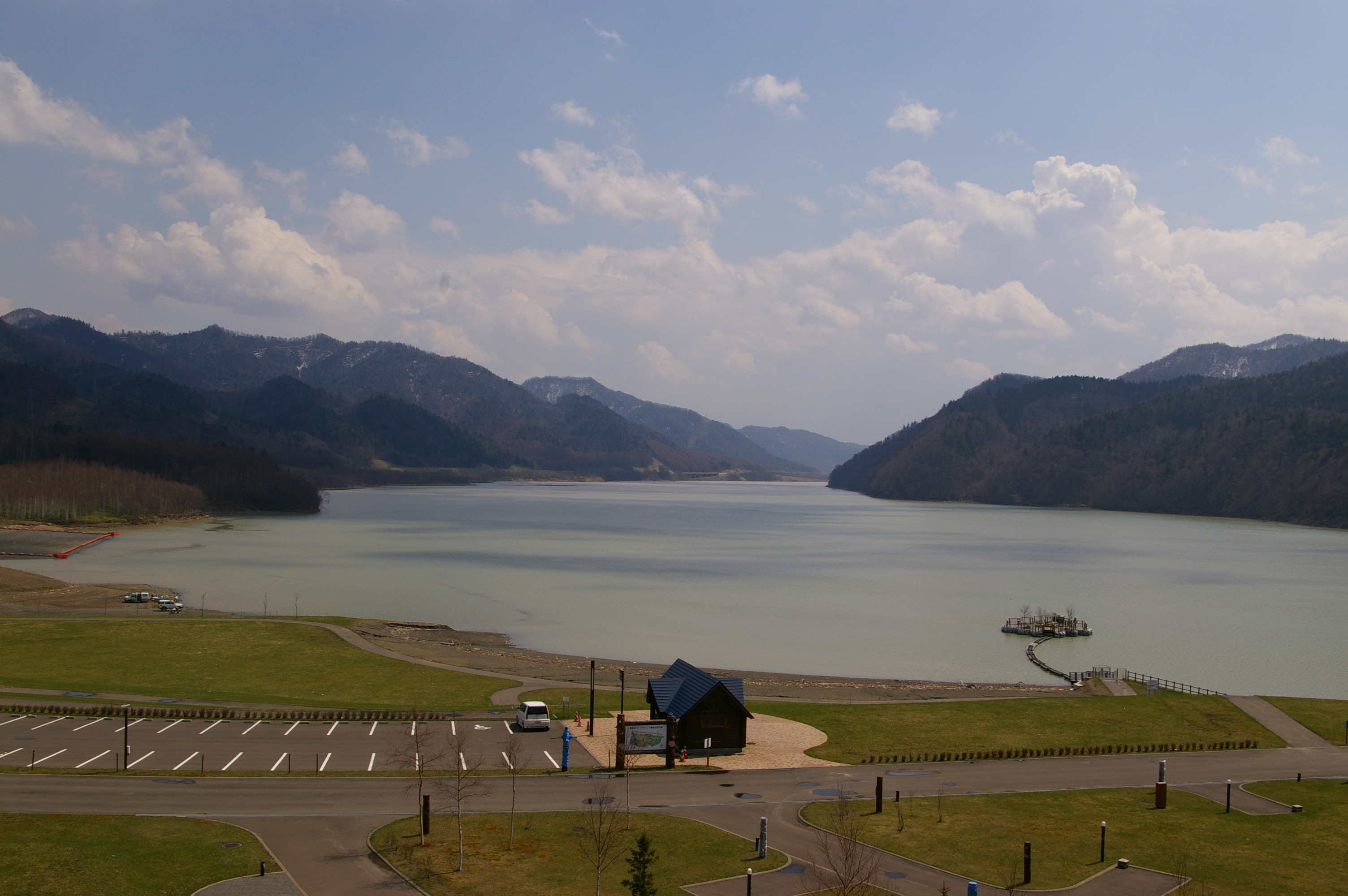
滝里湖

滝里ダム（たきさとダム）は、北海道芦別市、一級河川・石狩川水系空知川中流部に建設されたダムである。
国土交通省北海道開発局札幌開発建設部が管理する特定多目的ダムで、堤高50メートルの重力式コンクリートダムである。1981年（昭和56年）の石狩川大水害を機に、空知川・石狩川中下流部の治水と空知地域への利水を目的に建設された。空知川本流に建設されたダムとしては最も新しい。ダム湖は滝里湖（たきさとこ）と呼ばれる。

## 沿革
空知川には1967年（昭和42年）に空知郡南富良野町に金山ダムが完成している。しかし、流域では1975年（昭和50年）には未曾有の洪水、翌1976年（昭和51年）には大渇水に見舞われ、さらに1981年（昭和56年）には石狩川流域でかつて経験のない大洪水に見舞われた。空知川沿岸流域の人口増加に伴い、治水能力の強化と水需要の確保の為に「空知川総合開発事業」の一つとして1979年（昭和54年）に計画され、1983年（昭和58年）に着工、1999年（平成11年）に完成した。
洪水調節・不特定利水・灌漑・上水道・水力発電が目的で、52,000キロワットの発電能力を有する北海道電力・滝里発電所は一般水力発電所としては北海道では最大である。
芦別市滝里地区の136戸がダム建設によって滝里湖に水没した。補償交渉は長期に亘ったが、水没農地面積が150ヘクタール以上に及ぶ事から水源地域対策特別措置法の「法9条指定ダム」に指定されて国庫補助が増額され、代替地造成・代替住居取得斡旋・建築利子補給等の補償が行われた。ダムの上流右岸にある滝里ダム防災施設では、滝里地区の街並みの写真や映像資料が保存展示されている。
また、ダム建設に伴い、根室本線の野花南 - 島ノ下間の線路が1991年（平成3年）10月22日に新線へ切り替えられ、この区間の途中にあった滝里駅共々廃止となり、湖底に沈んだ。

## アクセス
滝里湖沿いを国道38号（芦別国道）が通過する。ダムに行くには、新野花南トンネルの芦別側に入口がある。途中、空知大滝への分岐、ダム直下の滝里ダム公園を経て、坂を上るとダムサイトに到着する。

## 周辺
滝里ダム、滝里湖から国道38号を北上すると芦別市街、南下すると富良野市街に至る。
ダム直下には、空知川の語源となったとされる空知大滝がある。ダム放流時は水量が多く、迫力ある大滝になる。
滝里湖畔には、前述の滝里ダム防災施設やオートキャンプ場が整備されている。
滝里ダム下流には1971年（昭和46年）に北海道電力株式会社によって野花南ダム（重力式コンクリートダム。30m）が建設されている。